# 尼基施·阿图尔
尼基施·阿图尔（匈牙利語：Nikisch Artúr，1855年10月12日—1922年1月23日），又译尼基什，匈牙利指挥家，曾長期擔任萊比錫布商大廈管弦樂團及柏林愛樂樂團的首席指揮。

## 生平
尼基施·阿图尔出生于匈牙利的莫雄圣米克洛什，父亲是匈牙利人，母亲来自摩拉维亚。
尼基施曾在维也纳音乐学院学习小提琴、钢琴、作曲，1872到1877年间在维也纳国立歌剧院等乐团做小提琴手。
1878到1887年间担任莱比锡新剧院首任乐团首席（接任的是古斯塔夫·马勒），1884年12月30日由他指挥，在莱比锡新剧院里完成了布鲁克纳第七交响曲的首演。
1895年，从波士顿交响乐团和匈牙利国家歌剧院指挥位置上归来的尼基施接任卡尔·赖内克，成为莱比锡布商大厦管弦乐团的首席指挥，他一直担任这个职务，直到去世。同年，尼基施从汉斯·冯·彪罗手中接过柏林爱乐乐团首席指挥一职，两人于1913年合作录下第一个完整的交响乐录音——贝多芬第五交响曲。尼基施给乐团带来的对音乐的敏感度和直觉使得他颇受乐团成员爱戴。尼基施曾写道“毫无疑问地，一流交响乐团的每一位成员都值得‘艺术家’这个称号。” 尼基施对乐手的态度给柏林的音乐家们营造了一种“独奏家”的自我定位，直到今日柏林爱乐乐团仍保持着这种“独奏家”的演奏特色。
尼基施的指挥风格雖然安静但充满夸张的动作，他以浪漫主义、动人的音色和即兴般的疯狂动作出名。在他的指挥下，柏林爱乐乐团逐渐将演出曲目从德奥为主拓展到包含柴可夫斯基、柏辽兹、李斯特、理查德·施特劳斯、马勒、布鲁克纳等人的作品。但是，他对新涌现出来的作曲流派并不感兴趣，尤其对勋伯格、贝尔格、斯特拉文斯基、拉威尔表示反感。与前任彪罗不同，尼基施并不疯狂要求排练，而是依赖现场即兴所产生的直觉来演绎作品。他自认为在音乐厅中，他是作品的重新创作者。作曲家勃拉姆斯曾称赞尼基施把自己的第四交响曲演奏到“杰出、无以复加”的境地。
1922年1月23日尼基施逝世于莱比锡，终年66岁，葬于莱比锡南灵园（Südfriedhof）。1971年莱比锡以其名字创立了“阿图尔·尼基施青年指挥家奖”（Arthur-Nikisch-Preis für junge Dirigenten）。